# Billy Usselton
Billy Usselton (New Castle, 2 juli 1926 - Tempe, 5 september 1994) was een Amerikaanse rietblazer. Hij speelde tenorsaxofoon, klarinet en de hobo en werkte onder meer in de band van Les Brown, waarmee hij talloze opnames maakte.
Terwijl hij nog naar de highschool ging had hij zijn eerste baan bij de band van Bubbles Becker. Hierna speelde hij bij Sonny Dunham en van 1948 tot 1952 speelde hij met een korte onderbreking  (hij was toen bij Tommy Dorsey) bij Ray Anthony. Begin jaren vijftig had hij een groep met trombonist Bill Harris. In 1954 werd hij lid van het orkest van Les Brown, waarmee hij toerde op verschillende continenten. In de band maakte hij kennis met zangeres Lauri Johnson, met wie hij later trouwde. Usselton heeft één plaat als leider gemaakt, in 1957. In de jaren zestig woonde hij met zijn familie in Chicago, waar hij optrad en werkte voor de Conn Corporation.

## Discografie
- His First Album, Kapp Records, 1957